# Hugo de Bourbon de Parme
Hugo de Bourbon de Parme (Nimega, 20 de enero de 1997) es un príncipe neerlandés. Es el hijo mayor del príncipe Carlos de Bourbon de Parme, nacido de su relación extramatrimonial con la neerlandesa Brigitte Klynstra. También es bisnieto mayor de la reina Juliana de los Países Bajos y sobrino en segundo grado del actual rey, Guillermo Alejandro.

## Títulos
- 20 de enero de 1997 - 28 de febrero de 2018: Hugo Klynstra.
- 28 de febrero de 2018 - actualidad: Su Alteza Real el príncipe Hugo de Bourbon de Parme.[1]